# モデナ大聖堂
モデナ大聖堂（Duomo di Modena）は、イタリア・モデナにある大聖堂。ヨーロッパで重要なロマネスク建築の一つで、ユネスコの世界遺産に登録されている。モデナ出身の著名なテノール歌手ルチアーノ・パヴァロッティの葬儀が行われた場所である

## 建設
大聖堂建設は1099年に主任建築家ランフランコの指揮下で始められた。大聖堂は、モデナの守護聖人聖ジェミアヌス（イタリア語では聖ジミニャーノ）の墓の役割を持っていた。5世紀から同じ場所にはかつて2つの教会が建てられ、どちらも破壊されていた。聖人の遺物は今も大聖堂内の納骨堂に展示されている。

## 装飾
ランフランコの仕事の後、大聖堂はアンセルモ・ダ・カンピオーネと、『カンピオーネの職人たち』と呼ばれた彼の後継者たちによって装飾された。それ故に現在のファサードは別の様式である。壮麗なバラ窓は13世紀にアンセルモによって加えられた。入り口に設置されているプロティロの円柱を支える2頭のライオン像は古代ローマ時代の物で、おそらく基礎部分を掘っている際に発見した物である。

## ファサード
ファサードは、アンセルモと同時代の彫刻家グリエルモ・ダ・モデナ作のレリーフで知られる。預言者と総主教の肖像、聖書の物語など、ロマネスク様式彫刻の傑作が含まれている。学者たちは、「アダムとイヴの創造」、「原罪」、「ノアの物語」の中に壮大な功績を指摘した。
側門は注目すべき物である。グランデ広場側、ポルタ・レジア（王の門、の意味）はカンピオネージによるもので、ポルタ・デイ・プリンチピ（王子の門、の意味）は、グリエルモ・ダ・モデナの門弟による聖ジミニャーノの一生を描いたレリーフで装飾されている。北側門はポルタ・デッラ・ペスケリア（魚市場の門、の意味）で、1年の暦に触発されたレリーフと、アーチ上はブルトン語のアーサー王の物語がレリーフで飾られている。

## 内装
内装は3つの本堂で分けられる。中央の本堂と納骨堂の間は、アンセルモ・ダ・カンピオーネ作による『最後の晩餐』、大理石製キリストの受難像、がある。アッリーゴ・ダ・カンピオーネによる説教壇は、小さなテラコッタ像で飾られている。14世紀からある木製の十字架像が有名である。
大聖堂内には、2人の偉大なモデナ人芸術家の手による『キリストの降誕』像が納められている。一つは1527年にアントニオ・ベガレッリによるものである。もう一つは彫刻家グイド・マッツォーニによる1480年の作品で、納骨堂内にあり、Madonna della Pappaの名前で知られている。
トッレ・チヴィカ（鐘楼）は教会に付属している。

## 世界遺産
モデナ大聖堂は、ランフランコらによって建造されたロマネスク様式とゴシック様式の融合した傑作であり、世界遺産登録基準（1）に該当するものとして評価された。
さらに、隣接する市民の塔とグランデ広場とともに、一体となって中世イタリアの自由都市の発展の様子を伝えており、中世キリスト教都市における信仰と市民生活の結びつきも伝える優れた例証として、1997年の世界遺産委員会で世界遺産リストに登録された。

### 登録基準
この世界遺産は世界遺産登録基準のうち、以下の条件を満たし、登録された（以下の基準は世界遺産センター公表の登録基準からの翻訳、引用である）。
- (1) 人類の創造的才能を表現する傑作。
- (2) ある期間を通じてまたはある文化圏において、建築、技術、記念碑的芸術、都市計画、景観デザインの発展に関し、人類の価値の重要な交流を示すもの。
- (3) 現存するまたは消滅した文化的伝統または文明の、唯一のまたは少なくとも稀な証拠。
- (4) 人類の歴史上重要な時代を例証する建築様式、建築物群、技術の集積または景観の優れた例。

### 登録名と日本語訳
この物件の公式な登録名は Cathedral, Torre Civica and Piazza Grande, Modena （英語）、Cathédrale, Torre Civica et Piazza Grande, Modène （仏語）である。
その日本語訳は、（特に市民の塔の扱いについて）文献によって揺れがある。
- モデナの大聖堂、トッレ・チヴィカ及びグランデ広場 （日本ユネスコ協会連盟）[2]
- モデナの大聖堂、市民の塔とグランデ広場 （『ビジュアルワイド世界遺産』ほか）[3]
- モデナの大聖堂、鐘楼、グランデ広場 （世界遺産アカデミーほか）[4]